# San Salvatore Monferrato
San Salvatore Monferrato är en ort och kommun i provinsen Alessandria i regionen Piemonte i Italien. Kommunen hade 4 212 invånare (2018).